# فالاندوفو
شهر فالاندوفو (به مقدونی: Валандово) با جمعیت ۱۱٫۸۹۰ نفر  در استان جنوب شرقی کشور جمهوری مقدونیه واقع شده‌است.